# Salomón Wbias
Salomón Wbias Nava (ur. 9 marca 1996 w mieście Meksyk) – meksykański piłkarz występujący na pozycji środkowego obrońcy.